# Integrală
În analiza matematică, integrala unei funcții este o generalizare a noțiunilor de arie, masă, volum și sumă. Procesul de determinare a unei integrale se numește integrare. Spre deosebire de noțiunea înrudită de derivată, există mai multe definiții posibile ale integralei, fiecare cu suportul său tehnic. Acestea sunt însă compatibile. Oricare două moduri de integrare a unei funcții vor da aceleași rezultate când ambele sunt definite.

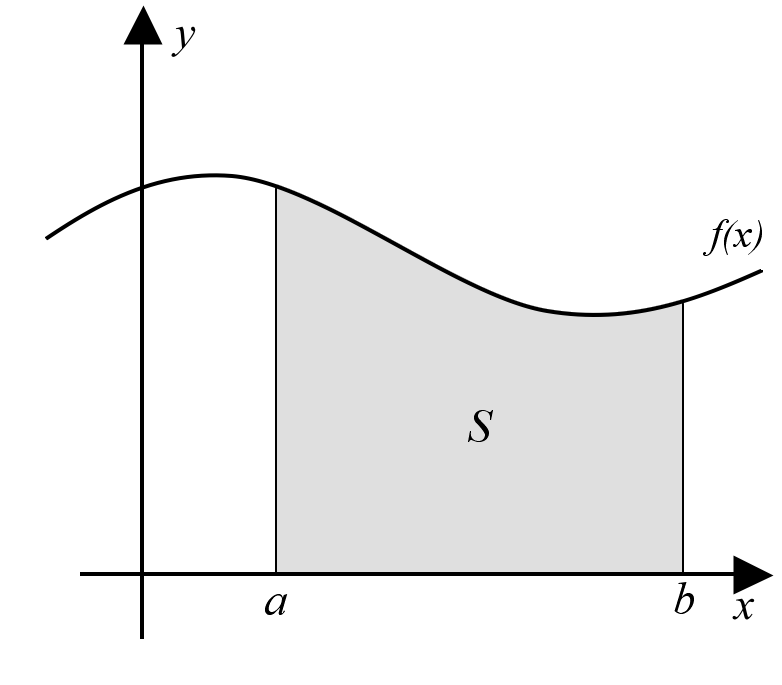
Integrala definită reprezintă aria regiunii delimitate de graficul unei funcții

În mod intuitiv, integrala unei funcții continue, pozitive, f(x), de variabilă reală și luând valori reale între două puncte a și b, reprezintă valoarea ariei mărginite de segmentele x=a, x=b, axa x și graficul funcției f(x). Formal, considerând
{\displaystyle S=\{(x,y)\in \mathbb {R} ^{2}:a\leq x\leq b,0\leq y\leq f(x)\},}
atunci integrala funcției f între a și b este măsura lui S.
Termenul "integrală" se poate referi și la noțiunea de primitivă a unei funcții, adică o funcție F a cărei derivată este funcția dată f. În acest caz, se numește integrală nedefinită, pe când integralele discutate în acest articol sunt numite integrale definite. Integrala definită este denumită și integrala Riemann (conform Encyclopaedia Britannica).
Principiile integrării au fost enunțate de Isaac Newton și Gottfried Wilhelm Leibniz la sfârșitul secolului al XVII-lea. Prin teorema fundamentală a calculului integral, pe care au dezvoltat-o independent unul de altul, integrarea este legată de derivare, iar integrala definită a unei funcții poate fi ușor calculată odată ce este cunoscută o primitivă a ei. Matematicienii secolului al XVIII-lea considerau de la sine înțeleasă existența unei integrale pentru funcții elementare, chiar în situația când nu se poate calcula.
Integralele și derivatele au devenit uneltele de bază ale analizei matematice, cu numeroase aplicații în știință și inginerie.
O definiție riguroasă a integralei a fost dată de Bernhard Riemann. Ea este bazată pe o trecere la limită prin care se aproximează aria unei regiuni curbilinii prin descompunerea acesteia în zone verticale subțiri. Din secolul al XIX-lea, au început să apară tipuri de integrale mai sofisticate, în care atât tipul funcției cât și domeniul peste care se face integrarea au început să fie generalizate. O integrală curbilinie este definită pentru funcții de două sau trei variabile, iar intervalul de integrare {\displaystyle [a,b]} este înlocuit de o anumită curbă care leagă două puncte din plan sau din spațiu. Într-o integrală de suprafață, curba este înlocuită de o bucată de suprafață din spațiul tridimensional.
Integralele formelor diferențiale joacă un rol fundamental în geometria diferențială modernă. Aceste generalizări ale integralelor au apărut datorită necesităților din fizică, și joacă un rol important în formularea multor legi din fizică, în principal a celor din electrodinamică. Conceptele moderne ale integrării se bazează pe teoria matematică abstractă numită integrală Lebesgue, dezvoltată de Henri Lebesgue.
Leibniz a introdus notația standard a integralei, de forma unui S alungit. Integrala din paragraful anterior se notează {\displaystyle \int _{a}^{b}f(x)\,dx}. Semnul ∫ notează integrarea, a și b sunt extremitățile intervalului, f(x) este funcția care se integrează, iar dx notează variabila în care se face integrarea. La început, dx reprezenta o "cantitate infinitezimală", iar S-ul alungit însemna „sumă”. Însă teoria modernă a integralei este construită pe alte fundamente, iar aceste simboluri tradiționale au devenit simple notații.

## Terminologie și notație
Dacă o funcție are integrală, ea se numește integrabilă. Funcția pentru care se calculează integrala se mai numește integrand. Regiunea peste care este integrată o funcție se numește domeniu de integrare. În general, integrandul poate fi o funcție de mai multe variabile, iar domeniul de integrare poate fi o suprafață, un volum, o regiune de dimensiune superioară sau un spațiu abstract care nu are o structură geometrică în sensul obișnuit.
Cazul cel mai simplu, integrala unei funcții reale f de o variabilă reală x pe un interval {\displaystyle [a,b]}, se notează cu
{\displaystyle \int _{a}^{b}f(x)\,dx.}
Simbolul ∫ un „S” alungit, reprezintă integrarea; a și b sunt limita inferioară și limita superioară de integrare, definind domeniul de integrare; f este integrandul, de evaluat în funcție de variația lui x în intervalul {\displaystyle [a,b]} iar dx poate avea diferite interpretări în funcție de teoria folosită. De exemplu, poate fi văzut doar ca un indicator al faptului că x este 'variabila de integrare', ca o reflecție a ponderilor din suma Riemann, o măsură (în integralele Lebesgue și extensiile acestora), o cantitate matematică infinitezimală (în analiza nestandard) sau independentă: o formă diferențială. Cazurile mai complicate pot varia cumva notația.

## Introducere
Integralele apar în multe situații practice. Să considerăm un bazin. Dacă este dreptunghiular, atunci din lungimea, lățimea și adâncimea lui se poate determina cu ușurință volumul de apă pe care-l poate conține, suprafața lui, și lungimea muchiei. Dar dacă bazinul este oval și are și fundul rotunjit, calculul acestor cantități necesită integrale. Aproximările practice pot fi la început suficiente dar în cele din urmă sunt necesare soluții riguroase ale acestor probleme.

Aproximări ale integralei funcției √x de la 0 la 1, cu ■ 5 probe (sus) și ■ 12 probe (jos)

Pentru început, să considerăm curba y = f(x) între x = 0 și x = 1, cu {\displaystyle f(x)={\sqrt {x}}}. Întrebarea este:
Care este aria de sub graficul lui f, pe intervalul de la 0 la 1?
să numim această arie integrala lui f. Notația pentru această integrală este
{\displaystyle \int _{0}^{1}{\sqrt {x}}\,dx\,\!}.
Într-o primă aproximare, se consideră pătratul unitar dat de laturile x=0 la x=1 și y=f(0)=0 și y=f(1)=1. Aria sa este exact 1. Se pare că valoarea reală a integralei trebuie să fie puțin mai mică. Scăzând lungimea dreptunghiurilor de aproximare se obține un rezultat mai bun; deci se împarte intervalul în cinci pași, folosind punctele de aproximare 0, {\displaystyle {\frac {1}{5}}}, {\displaystyle {\frac {2}{5}}}, și tot așa până la 1.  Se construiește pentru fiecare pas câte un dreptunghi cu înălțimea egală cu valoarea la capătul din dreapta al bucății de curbă corespunzător, respectiv {\displaystyle {\sqrt {\frac {1}{5}}}}, {\displaystyle {\sqrt {\frac {2}{5}}}}, și tot așa până la {\displaystyle {\sqrt {1}}=1}. Însumând ariile acestor dreptunghiuri, se obține o aproximare mai bună a integralei, și anume
{\displaystyle {\sqrt {\frac {1}{5}}}\left({\frac {1}{5}}-0\right)+{\sqrt {\frac {2}{5}}}\left({\frac {2}{5}}-{\frac {1}{5}}\right)+\ldots +{\sqrt {\frac {5}{5}}}\left({\frac {5}{5}}-{\frac {4}{5}}\right)\approx 0.7497\,\!}
Se observă că luăm o sumă de un număr finit de valori ale funcției f, înmulțite cu diferența dintre două puncte consecutive de aproximare. Se vede ușor că aproximarea este încă prea largă. Folosirea mai multor pași produce o aproximare mai bună, dar nu vom fi niciodată exacți: înlocuind cele 5 subintervale cu douăsprezece subintervale, se obține o valoare aproximativă pentru arie de 0,6203, care este prea mică. Ideea esențială este tranziția de la a aduna un număr finit de distanțe dintre puncte de aproximare înmulțite cu valori corespunzătoare ale funcției la folosirea unor pași infinit de fini, sau infinitezimali. Notația
{\displaystyle \int f(x)\,dx\,\!}
definește integrala ca o sumă ponderată (notată cu "S"-ul alungit), cu valorile funcției (cum ar fi înălțimile, y = f(x)) înmulțite cu lungimi de pași infinitezimali, așa-numitele diferențiale (notate cu dx).
În ce privește calculul efectiv al integralelor, teorema fundamentală a calculului integral, dezvoltată de Newton și Leibniz, este legătura fundamentală între operațiile de derivare și integrare. În condiții potrivite, valoarea unei integrale pe o regiune poate fi determinată privind doar limitele regiunii. Aplicată curbei rădăcinei pătrate, considerăm funcția {\displaystyle F(x)={\frac {2}{3}}{\sqrt {x^{3}}}}, și se calculează F(1)−F(0), unde 0 și 1 sunt limitele intervalului {\displaystyle [0,1]}.
În istorie, după eșecul primelor eforturi de a defini riguros cantitățile infinitezimale, Riemann a definit formal integralele ca limite ale unor sume ponderate ordinare, astfel încât dx sugera limita unei diferențe (și anume mărimea intervalului). Defectele dependenței lui Riemann de intervale și continuitate au motivat noi definiții, mai ales integrala Lebesgue, bazată pe abilitatea de a extinde ideea de "măsură" în moduri mult mai flexibile. Astfel, notația
{\displaystyle \int _{A}f(x)\,d\mu \,\!}
se referă la o sumă ponderată în care valorile funcțiilor sunt împărțite, cu μ o pondere ce se asociază fiecărei valori. (Aici se notează cu A domeniul de integrare.) Geometria diferențială dă notația familiară fără altă interpretare. Acum f(x) și dx devin o formă diferențială, ω = f(x)dx, apare un nou operator diferențial d, cunoscut ca diferențiala, iar teorema fundamentală devine o teoremă mai generală, teorema lui Stokes,
{\displaystyle \int _{A}\mathbf {d} \omega =\int _{\partial A}\omega ,\,\!}
de unde derivă teorema lui Green, teorema de divergență, și teorema fundamentală a calculului integral.
Deși există diferențe între aceste concepte de integrală, ele se suprapun considerabil. Astfel, aria suprafeței bazinului oval poate fi tratată ca o elipsă, o sumă de infinitezimali, o integrală Riemann, o integrală Lebesgue, sau un spațiu euclidian cu o formă diferențială. Rezultatul obținut va fi același.

## Definiții
Există mai multe moduri de definire a integralelor, și nu toate sunt echivalente între ele. Diferențele au apărut mai ales din nevoia de a trata diferitele cazuri speciale de funcții care nu sunt integrabile sub o anume definiție, dar ocazional și din motive pedagogice. Cele mai comune definiții sunt cele ale integralei Riemann și a integralei Lebesgue.

### Integrala Riemann

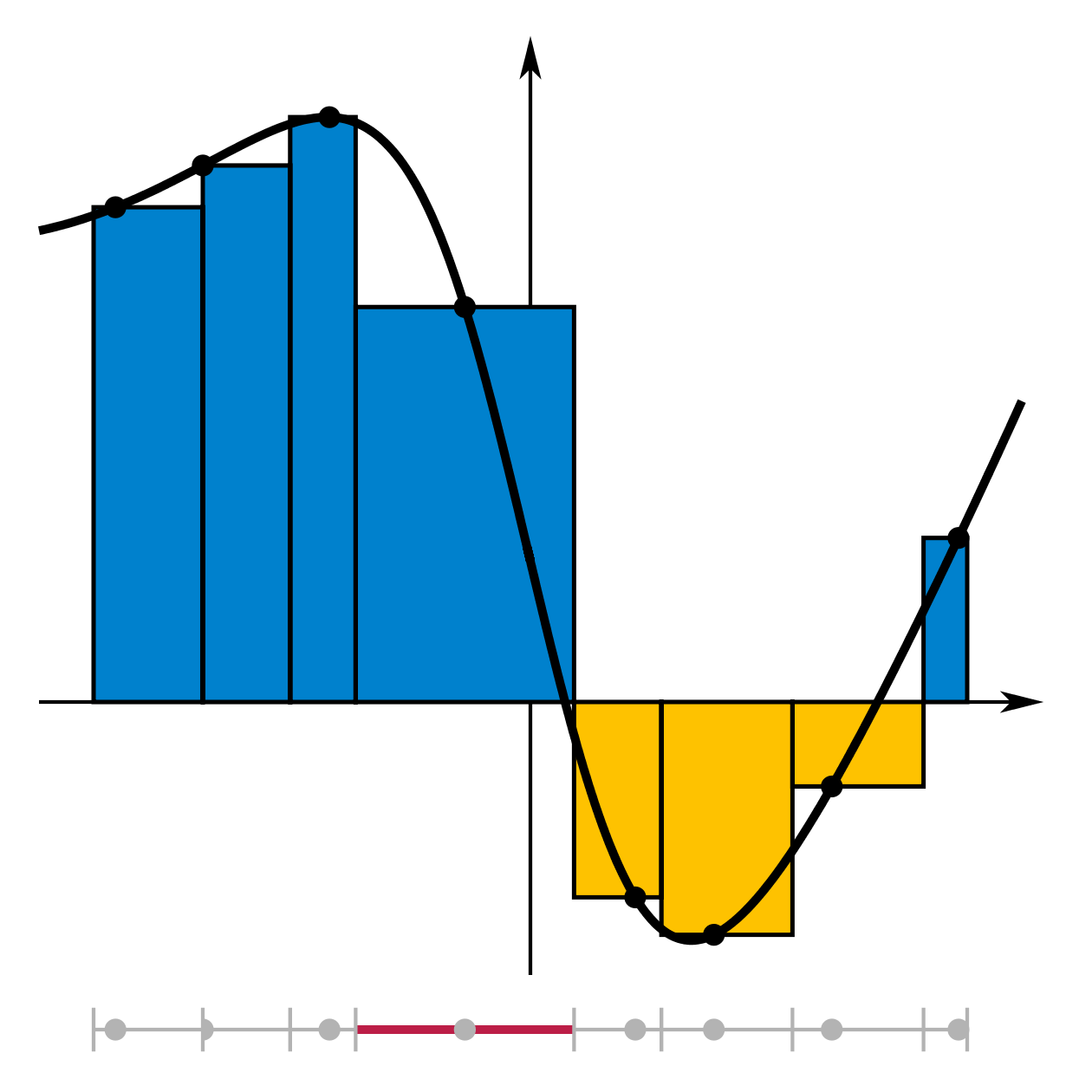
Integrală abordată ca sumă Riemann pe o diviziune, cu poziții și lățimi de eșantionare neregulate (lățimea maximă cu roșu). Valoarea reală este 3.76; cea estimată este 3.648.

Integrala Riemann este definită în termeni de sume Riemann ale unor funcții în raport cu diviziuni ale intervalului. Fie [a,b] un interval închis de pe dreapta reală; atunci o diviziune cu puncte intermediare a lui [a,b] este o secvență finită
{\displaystyle a=x_{0}\leq \xi _{1}\leq x_{1}\leq \xi _{2}\leq x_{2}\leq \cdots \leq x_{n-1}\leq \xi _{n}\leq x_{n}=b.\,\!}

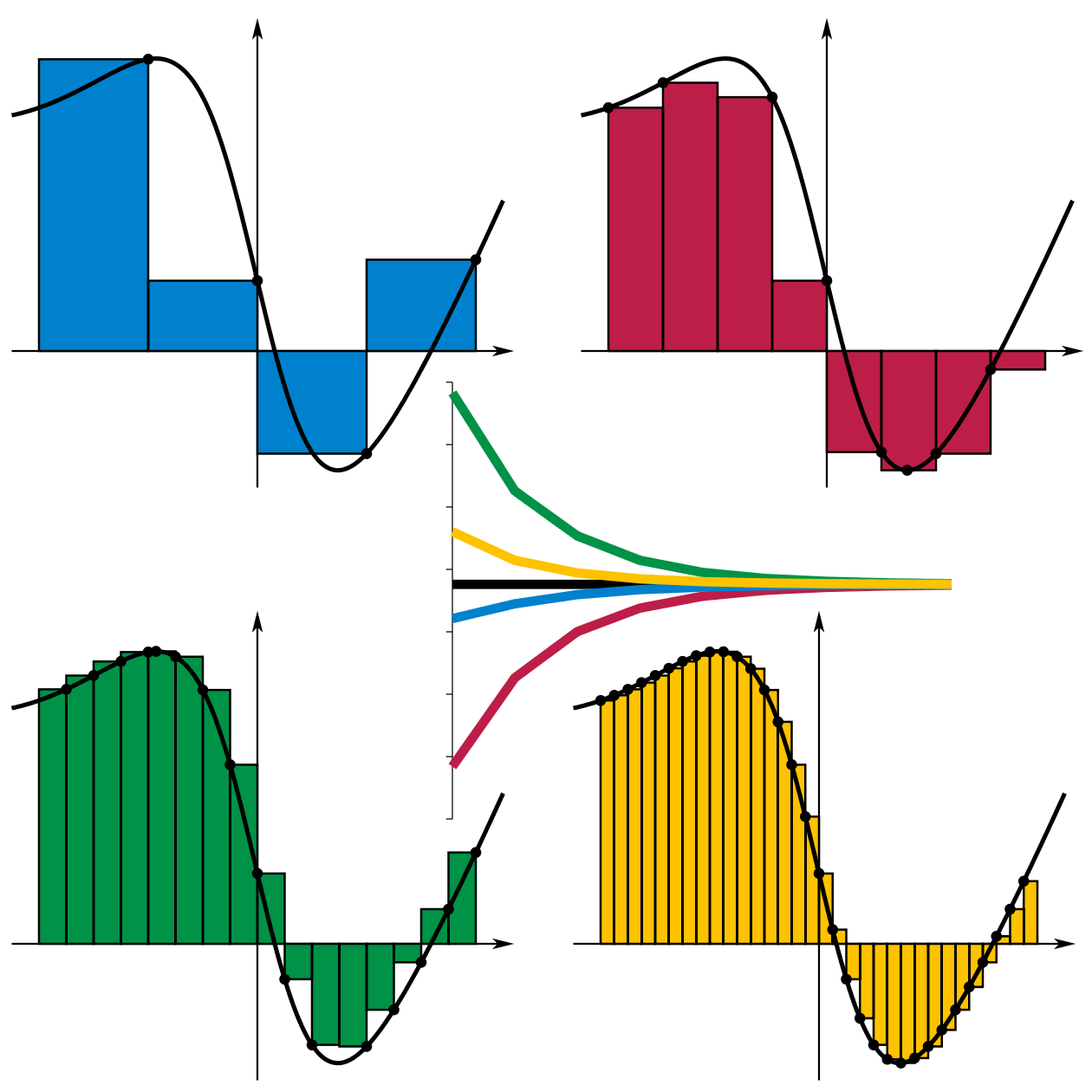
Sume Riemann care converg odată cu înjumătățirea intervalului de diviziune, eșantionate la ■ dreapta, ■ minim, ■ maxim, sau ■ stânga.

Aceasta împarte intervalul [a,b] în n sub-intervale [xi−1, xi], fiecare având un punct ales ξi ∈ [xi−1, xi]. Fie Δi = xi−xi−1 lățimea sub-intervalului i; atunci norma unei astfel de diviziuni este lățimea celui mai mare subinterval format de diviziune, maxi=1…n Δi. O sumă Riemann a unei funcții f în raport cu o astfel de diviziune este
{\displaystyle \sum _{i=1}^{n}f(\xi _{i})\Delta _{i};}
astfel fiecare termen al sumei este aria dreptunghiului cu înălțimea egală cu valoarea funcției în punctul ales al subintervalului dat, și cu lățimea egală cu lățimea subintervalului. Integrala Riemann a unei funcții f pe intervalul [a,b] este egală cu S dacă:
Oricare ar fi ε > 0 există δ > 0 astfel încât, oricare ar fi o partiție [a,b] cu norma mai mică decât δ, avem
{\displaystyle \left|S-\sum _{i=1}^{n}f(\xi _{i})\Delta _{i}\right|<\epsilon .}
Când valorile intermediare alese sunt valoarea maximă (respectiv, minimă) a funcției pe fiecare interval, suma Riemann devine o sumă Darboux superioară (respectiv, inferioară), sugerând legătura strânsă între integrala Riemann și integrala Darboux.

### Integrala Lebesgue
Integrala Riemann nu este definită pentru o gamă largă de funcții și situații cu importanță în aplicații (și de interes în teorie). De exemplu, integrala Riemann poate fi folosită pentru a integra densitatea și a găsi astfel masa unei bare de oțel, dar nu poate trata cazul unei bile de oțel care stă pe aceasta. Din această cauza au apărut și alte definiții, care permit unei game mai largi de funcții să fie integrabile . În particular, integrala Lebesgue aduce o mare flexibilitate atrăgând atenția asupra ponderilor din sumă.
Astfel, definiția integralei Lebesgue începe cu o măsură μ. În cazul cel mai simplu, măsura Lebesgue μ(A) a unui interval A = [a,b] este lățimea sa, b − a, astfel încât integrala Lebesgue este echivalentă cu integrala Riemann proprie atunci când există amândouă. În cazuri mai complicate, mulțimile măsurate pot fi foarte fragmentate, fără vreo continuitate sau vreo asemănare cu intervalele.
Pentru a exploata această flexibilitate, integralele Lebesgue inversează abordarea sumei ponderate. "Pentru a calcula integrala Riemann a lui f, se împarte domeniul [a,b] în subintervale", pe când la integrala Lebesgue, "se împarte de fapt domeniul de valori al lui f".
O abordare comună definește întâi integrala funcției indicator a unei mulțimi măsurabile A drept:
{\displaystyle \int 1_{A}d\mu =\mu (A)}.
Aceasta se extinde prin liniaritate la o funcție simplă măsurabilă s, care poate lua un număr finit n, de valori distincte nenegative:
{\displaystyle {\begin{aligned}\int s\,d\mu &{}=\int \left(\sum _{i=1}^{n}a_{i}1_{A_{i}}\right)d\mu \\&{}=\sum _{i=1}^{n}a_{i}\int 1_{A_{i}}\,d\mu \\&{}=\sum _{i=1}^{n}a_{i}\,\mu (A_{i})\end{aligned}}}
(unde imaginea lui Ai sub funcția simplă s este o valoare constantă ai). Astfel dacă E este o mulțime măsurabilă, se definește
{\displaystyle \int _{E}s\,d\mu =\sum _{i=1}^{n}a_{i}\,\mu (A_{i}\cap E).}
Apoi pentru orice funcție măsurabilă nenegativă f se definește
{\displaystyle \int _{E}f\,d\mu =\sup \left\{\int _{E}s\,d\mu \,\colon 0\leq s\leq f{\text{ si }}s{\text{ este o functie simpla}}\right\};}
adică, integrala lui f este supremum al tuturor integralelor de funcții simple mai mici sau egale cu f.
O funcție măsurabilă generală f, este împărțită între valorile sale pozitive și negative definind
{\displaystyle {\begin{aligned}f^{+}(x)&{}={\begin{cases}f(x),&{\text{pentru }}f(x)>0\\0,&{\text{altfel}}\end{cases}}\\f^{-}(x)&{}={\begin{cases}-f(x),&{\text{pentru }}f(x)<0\\0,&{\text{altfel}}\end{cases}}\end{aligned}}}
În final, f este integrabilă Lebesgue dacă
{\displaystyle \int _{E}|f|\,d\mu <\infty ,\,\!}
și integrala este definită de
{\displaystyle \int _{E}f\,d\mu =\int _{E}f^{+}\,d\mu -\int _{E}f^{-}\,d\mu .\,\!}
Dacă spațiul pe care sunt definite funcțiile este spațiu topologic local compact (ca în cazul numerelor reale {\displaystyle \mathbb {R} }), pot fi definite diferit măsuri compatibile cu topologia (Măsuri Radon, din care face parte și măsura Lebesgue) și integrale în raport cu acestea, începând de la integralele de funcții continue cu suport compact. Mai exact, funcțiile cu suport compact formează un spațiu vectorial cu o topologie naturală, și se poate defini o măsură Radon ca orice funcțională liniară continuă pe acest spațiu; valoarea unei măsuri la o funcție cu suport compact este prin definiție integrala funcției. Apoi se extinde măsura (și deci integrala) l aunele funcții mai generale prin continuitate, și se definește măsura unei mulțimi ca integrala funcției sale indicator. Aceasta este o abordare folosită de unii autori .

### Alte integrale
Deși integralele Riemann și Lebesgue sunt cele mai importante definiții ale integralei, există și altele, printre care:
- Integrala Riemann-Stieltjes, o extensie a integralei Riemann.
- Integrala Lebesgue-Stieltjes, dezvoltată mai târziu de Johann Radon, care generalizează integralele Riemann-Stieltjes și Lebesgue.
- Integrala Daniell, care subsumează integrala Lebesgue și integrala Lebesgue-Stieltjes fără să depindă de măsuri.
- Integrala Henstock-Kurzweil, definită diferit de Arnaud Denjoy, Oskar Perron, și Jaroslav Kurzweil, și dezvoltată de Ralph Henstock.

## Proprietăți ale integralelor

### Liniaritatea
- Mulțimea de funcții integrabile Riemann pe un interval închis [a, b] formează un spațiu vectorial împreună cu operațiile de adunare și înmulțire cu un scalar, și operația de integrare

{\displaystyle f\mapsto \int _{a}^{b}fdx}
este o funcțională liniară pe acest spațiu vectorial. Astfel, în primul rând, mulțimea funcțiilor integrabile este închisă în raport cu combinația liniară; și, în al doilea rând, integrala unei combinatii liniare este combinația liniară a integralelor,
{\displaystyle \int _{a}^{b}(\alpha f+\beta g)(x)\,dx=\alpha \int _{a}^{b}f(x)\,dx+\beta \int _{a}^{b}g(x)\,dx.\,}
- Similar, mulțimea funcțiilor integrabile Lebesgue cu valori reale pe un spațiu E cu măsura μ este închis în raport cu combinația liniară și astfel formează un spațiu vectorial. Integrala Lebesgue

{\displaystyle f\mapsto \int _{E}fd\mu }
este o funcțională liniară pe acest spațiu, astfel încât
{\displaystyle \int _{E}(\alpha f+\beta g)\,d\mu =\alpha \int _{E}f\,d\mu +\beta \int _{E}g\,d\mu .}
- Mai general, se consideră spațiul vectorial al tuturor funcțiilor măsurabile pe un spațiu cu măsură (E,μ), cu valori într-un spațiu vectorial topologic complet local compact V peste un grup topologic local compact K, f : E → V. Atunci se poate defini o funcție de integrare abstractă care atașează fiecărei funcții f un element din V sau simbolul ∞,

{\displaystyle f\mapsto \int _{E}fd\mu ,\,}
compatibilă cu combinațiile liniare. În această situație liniaritatea se menține pentru subspațiul funcțiilor a căror integrală este un element din V (adică este "finită"). Cele mai importante cazuri speciale apar atunci când K este {\displaystyle \mathbb {R} }, {\displaystyle C}, sau o extensie finită a grupului {\displaystyle Q_{p}} al numerelor p-adice, iar V este un spațiu vectorial de dimensiune finită peste K, iar când {\displaystyle K=C} iar V este un spațiu Hilbert complex.
Liniaritatea, împreună cu unele proprietăți naturale de continuitate și normalizare pentru o anume clasă de funcții "simple", se poate folosi pentru a da o definiție alternativă a integralei. Aceasta este abordarea lui Daniell pentru cazul functiilor cu valori reale pe o mulțime X, generalizate de Bourbaki la funcții cu valori într-un spațiu vectorial topologic local compact.

### Inegalitatea integralelor
Sunt valabile mai multe inegalități generale pentru funcții integrabile Riemann, definite pe un interval închis și mărginit [a, b]. Acestea pot fi generalizate și pentru alte feluri de integrală (cum ar fi integralele Lebesgue și Daniell).
- Limita superioară și inferioară. O funcție integrabilă f pe [a, b], este în mod necesar mărginită pe acel interval. De aceea există numere reale m și M astfel încât m ≤ f (x) ≤ M pentru orice x din [a, b]. Deoarece suma inferioară și cea superioară ale lui f peste [a, b] sunt mărginite, respectiv, de m(b − a) și M(b − a), rezultă că

{\displaystyle m(b-a)\leq \int _{a}^{b}f(x)\,dx\leq M(b-a).}
- Inegalitățile între funcții. Dacă f(x) ≤ g(x) pentru orice x din [a, b] atunci limita superioară și cea inferioară ale lui f sunt mărginite superior de suma superioară, respectiv inferioară ale lui g. Deci

{\displaystyle \int _{a}^{b}f(x)\,dx\leq \int _{a}^{b}g(x)\,dx.}
Aceasta este o generalizare a inegalităților de mai sus, când M(b − a) este integrala funcției constante cu valoarea M pe [a, b].
- Subintervale. Dacă [c, d] este un subinterval al lui [a, b] și f(x) este nenegativă pentru orice x, atunci

{\displaystyle \int _{c}^{d}f(x)\,dx\leq \int _{a}^{b}f(x)\,dx.}
- Produsul și modulul funcțiilor. Dacă f și g sunt două funcții atunci se pot considera functia produs a celor două funcții, funcția putere a unei funcții și valoarea absolută:

{\displaystyle (fg)(x)=f(x)g(x),\;f^{2}(x)=(f(x))^{2},\;|f|(x)=|f(x)|.\,}
Dacă f este integrabilă Riemann pe [a, b] atunci aceasta este adevărat și pentru |f|, și
{\displaystyle \left|\int _{a}^{b}f(x)\,dx\right|\leq \int _{a}^{b}|f(x)|\,dx.}
Mai mult, dacă f și g sunt ambele integrabile Riemann, atunci f 2, g 2, și fg sunt și ele integrabile Riemann, și 
{\displaystyle \left(\int _{a}^{b}(fg)(x)\,dx\right)^{2}\leq \left(\int _{a}^{b}f(x)^{2}\,dx\right)\left(\int _{a}^{b}g(x)^{2}\,dx\right).}
Această inegalitate, cunoscută sub numele de inegalitatea Cauchy–Schwarz, joacă un rol important în teoria spațiilor Hilbert, unde partea din stânga este interpretată ca produs scalar a două funcții integrabile la pătrat f și g pe intervalul [a, b].
- Inegalitatea lui Hölder. Se presupune că p și q sunt două numere reale, 1 ≤ p, q ≤ ∞ cu 1/p + 1/q = 1, și f și g sunt două funcții integrabile Riemann. Atunci funcțiile |f|p și |g|q sunt integrabile și este valabilă următoarea inegalitate a lui Hölder:

{\displaystyle \left|\int f(x)g(x)\,dx\right|\leq \left(\int \left|f(x)\right|^{p}\,dx\right)^{1/p}\left(\int \left|g(x)\right|^{q}\,dx\right)^{1/q}.}
Pentru p = q = 2, inegalitatea lui Hölder devine inegalitatea Cauchy–Schwarz.
- Inegalitatea Minkowski. Se presupune că p ≥ 1 este un număr real și f și g sunt funcții integrabile Riemann. Atunci |f|p, |g|p and |f + g|p sunt de asemenea integrabile Riemann și este valabilă următoarea inegalitate Minkowski:

{\displaystyle \left(\int \left|f(x)+g(x)\right|^{p}\,dx\right)^{1/p}\leq \left(\int \left|f(x)\right|^{p}\,dx\right)^{1/p}+\left(\int \left|g(x)\right|^{p}\,dx\right)^{1/p}.}

### Convenții
Fie f o funcție cu valori reale integrabilă Riemann. Integrala
{\displaystyle \int _{a}^{b}f(x)\,dx}
pe un interval [a, b] este definită dacă a < b. Aceasta înseamnă că sumele inferioară și superioară ale funcției f sunt evaluate pe o partiție a = x0 ≤ x1 ≤ . . . ≤ xn = b cu valorile xi crescătoare. Geometric, aceasta înseamnă că integrarea are loc „de la stânga la dreapta”, evaluând f pe intervale [x i , x i +1] unde un interval cu indice mai mare se află la dreapta intervalelor cu ordine mai mici. Valorile a și b, capetele intervalului, se numesc limitele de integrare ale lui f. Integralele pot fi definite și dacă a > b:
- Inversarea limitelor de integrare. Dacă a > b atunci se definește

{\displaystyle \int _{a}^{b}f(x)\,dx=-\int _{b}^{a}f(x)\,dx.}
Aceasta, dacă a = b, înseamnă: 
- Integrale pe intervale de lungime zero. Dacă a este un număr real atunci

{\displaystyle \int _{a}^{a}f(x)\,dx=0.}
Prima convenție este necesară dacă se consideră integralele pe subintervale ale lui [a, b]; cea de-a doua spune că o integrală pe un interval degenerat, sau un punct, trebuie să fie zero. Un motiv pentru prima convenție este că integrabilitatea lui f e un interval [a, b] înseamnă că f este integrabilă pe orice subinterval [c, d], dar în particular integralele au proprietatea:
- Aditivitatea integrării pe intervale. Dacă c este orice element al intervalului [a, b], atunci

{\displaystyle \int _{a}^{b}f(x)\,dx=\int _{a}^{c}f(x)\,dx+\int _{c}^{b}f(x)\,dx.}
Cu prima convenție, integrala rezultată
{\displaystyle {\begin{aligned}\int _{a}^{c}f(x)\,dx&{}=\int _{a}^{b}f(x)\,dx-\int _{c}^{b}f(x)\,dx\\&{}=\int _{a}^{b}f(x)\,dx+\int _{b}^{c}f(x)\,dx\end{aligned}}}
este bine definită pentru orice permutare circulară a lui a, b, și c.
În loc de a privi cele de mai sus drept convenții, se poate adopta și punctul de vedere că integrarea este efectuată doar pe varietăți orientate. Dacă M este o astfel de varietate m-dimensională orientată, și M'  este aceeași varietate cu orientare opusă și ω este o m-formă, atunci există:
{\displaystyle \int _{M}\omega =-\int _{M'}\omega \,.}

## Teorema fundamentală a calculului integral
Teorema fundamentală a calculului integral este afirmația că derivarea și integrarea sunt operații inverse: dacă o funcție continuă este întâi integrată și apoi derivată, se obține funcția originală. O consecință importantă, uneori numită a doua teoremă fundamentală a calculului integral, permite calculul integralelor folosind o primitivă a funcției de integrat.

### Enunțul teoremelor
- Teorema fundamentală a calculului integral. Fie f o funcție cu valori reale integrabilă definită pe un interval închis [a, b]. Dacă F este definită pentru x din [a, b] de

{\displaystyle F(x)=\int _{a}^{x}f(t)\,dt.}
atunci F este continuă pe [a, b]. Dacă f este continuă în x din [a, b], atunci F este derivabilă în x, și F ′(x) = f(x).
- A doua teoremă fundamentală a calculului integral. Fie f o funcție integrabilă cu valori reale definită pe un interval închis [a, b]. Dacă F este o funcție astfel încât F ′(x) = f(x) pentru orice x din [a, b] (adică F este o primitivă a lui f), atunci

{\displaystyle \int _{a}^{b}f(t)\,dt=F(b)-F(a).}
- Corolar. Dacă f este o funcție continuă pe [a, b], atunci f este integrabilă pe [a, b], și F, definită ca

{\displaystyle F(x)=\int _{a}^{x}f(t)\,dt}
este o primitivă a lui f pe [a, b]. Mai mult,
{\displaystyle \int _{a}^{b}f(t)\,dt=F(b)-F(a).}

## Metode și aplicații

### Calculul integralelor
Cea mai simplă tehnică de calcul a integralelor de o singură variabilă reală este cea bazată pe teorema fundamentală a calculului integral:
1. Se alege o funcție f(x) și un interval [a, b].
2. Se găsește o primitiva a lui f, adică o funcție F astfel încât F'  = f.
3. Conform teoremei fundamentale, dacă integrandul și integrala nu au singularități pe calea de integrare,
{\displaystyle \int _{a}^{b}f(x)\,dx=F(b)-F(a).}
4. Deci valoarea integralei este F(b) − F(a).

Se observă că integrala nu este chiar primitiva, ci teorema fundamentală permite folosirea primitivelor la evaluarea integralelor definite.
Pasul cel mai dificil este adesea găsirea unei primitive a lui f. Rareori este posibilă găsirea a unei funcții cu proprietatea că scrierea unei primitive a ei este imediată. Deseori, este nevoie să se folosească una din multiplele tehnici dezvoltate pentru calculul integralei. Majoritatea acestor tehnici rescriu o integrală sub o altă formă care este mai ușor de rezolvat. Printre aceste tehnici se numără:
- Integrarea prin substituție
- Integrarea prin părți
- Substituția trigonometrică
- Integrarea prin funcții parțiale
- Integrarea prin formule de reducere

Chiar dacă aceste tehnici nu sunt folosibile, o integrală dată se poate totuși evalua. O altă tehnică des întâlnită este analiza reziduurilor, în timp ce seriile Taylor pot fi uneori folosite pentru a găsi o primitivă. Există și multe modalități mai puțin obișnuite de calcul a unor integrale; de exemplu, se poate folosi identitatea lui Parseval pentru a transforma o integrală pe o regiune dreptunghiulară într-o sumă infinită.
Calculul volumelor corpurilor de rotație poate fi efectuat folosind integrala pe disc.

### Algoritmi simbolici
Multe probleme din matematică, fizică și inginerie implică rezolvarea unor integrale unde este de dorit o formulă explicită pentru integrală. În acest scop, de-a lungul anilor, au fost construite și publicate tabele de integrale. Datorită răspândirii calculatoarelor, mulți profesioniști, profesori și studenți au apelat la software-uri specializate, proiectate pentru a efectua calcule dificile, inclusiv integrale. Integrarea simbolică prezintă o problemă specială în dezvoltarea acestor sisteme.
O dificultate matematică majoră în integrarea simbolică este aceea că, în multe cazuri, pur și simplu nu există o formulă închisă pentru primitivele unei funcții, chiar dacă acea funcție are o expresie simplă. De exemplu, se știe că primitivele funcției exp ( x2), xx și sin x /x nu pot fi exprimate într-o formă închisă care implică doar funcții raționale,  exponențiale, logaritmice, trigonometrice și trigonometrice inverse, și operațiile de înmulțire și compunere; cu alte cuvinte, niciuna dintre cele trei funcții date nu are primitive care se pot exprima prin funcții elementare. Teoria diferențială Galois furnizează criterii generale care permit să se determine dacă primitiva unei funcții elementare este funcție elementară. Din nefericire, aceasta arată că primitivele cu expresii închise sunt excepția de la regula generală. În consecință, sistemele algebrice computerizate nu au nicio speranță să găsească primitiva unei funcții elementare construită aleator. Din fericire însă, dacă „elementele componente” ale primitivelor sunt fixate dinainte, poate fi posibil să se decidă dacă primitivele unei funcții date pot fi exprimate folosind aceste elemente și operațiile de înmulțire și compunere, și să se găsească soluția simbolică atunci când ea există. Algoritmul Risch, implementat în sistemele algebrice Mathematica și Maple, face exact aceasta pentru funcții și primitive construite din funcții raționale, radicali, logaritmi, și funcții exponențiale.
Unii integranzi apar suficient de des încât să impună studiu separat. În particular, poate fi utilă prezența, în mulțimea de primitive, a unor funcții speciale din fizică (cum ar fi funcțiile Legendre, funcțiile hipergeometrice, funcția Gamma). Extinderea algoritmului Risch-Norman pentru a include și aceste funcții este posibilă, dar dificilă.

### Integrarea numerică
Integralele întâlnite într-un curs de inițiere în analiza matematică sunt alese intenționat pentru simplitatea lor; cele găsite în aplicațiile reale sunt adesea mult mai complicate. Unele integrale nu pot fi calculate exact, altele necesită funcții speciale care sunt ele însele dificil de calculat, iar altele sunt atât de complicate încât găsirea răspunsului exact durează prea mult. Aceasta a motivat studiul și aplicarea metodelor numerice de aproximare a integralelor, care astăzi folosesc aritmetica în virgulă mobilă de pe calculatoarele electronice numerice. Multe dintre aceste idei au apărut mult mai devreme, pentru calculul de mână; dar viteza calculatoarelor de uz general, cum ar fi ENIAC, a creat nevoia de îmbunătățiri.
Scopurile integrării numerice sunt precizia, fiabilitatea, eficiența, și generalitatea. metodele sofisticate pot depăși o metodă naivă după toate cele patru măsuri. Fie, de exemplu, integrala
{\displaystyle \int _{-2}^{2}{\tfrac {1}{5}}\left({\tfrac {1}{100}}(322+3x(98+x(37+x)))-24{\frac {x}{1+x^{2}}}\right)dx,}
a cărei soluție exactă este {\displaystyle {\frac {94}{25}}\,=\,3.76}. (În practica obișnuită rezultatul nu este cunoscut dinainte, deci o problemă importantă — neexplorată aici — este găsirea momentului când o aproximație este suficient de bună.) O abordare este împărțirea domeniului de integrare, de exemplu, în 16 părți egale, și calculul unor valori ale funcțiilor reprezentative pentru fiecare interval.
| x    | −2.00   | −2.00   | −1.50   | −1.50   | −1.00   | −1.00   | −0.50   | −0.50   | 0.00    | 0.00     | 0.50     | 0.50     | 1.00     | 1.00     | 1.50     | 1.50     | 2.00    | 2.00    |
| f(x) | 2.22800 | 2.22800 | 2.45663 | 2.45663 | 2.67200 | 2.67200 | 2.32475 | 2.32475 | 0.64400 | 0.64400  | −0.92575 | −0.92575 | −0.94000 | −0.94000 | −0.16963 | −0.16963 | 0.83600 | 0.83600 |
| x    |         | −1.75   | −1.75   | −1.25   | −1.25   | −0.75   | −0.75   | −0.25   | −0.25   | 0.25     | 0.25     | 0.75     | 0.75     | 1.25     | 1.25     | 1.75     | 1.75    |         |
| f(x) |         | 2.33041 | 2.33041 | 2.58562 | 2.58562 | 2.62934 | 2.62934 | 1.64019 | 1.64019 | −0.32444 | −0.32444 | −1.09159 | −1.09159 | −0.60387 | −0.60387 | 0.31734  | 0.31734 |         |
|      |         |         |         |         |         |         |         |         |         |          |          |          |          |          |          |          |         |         |

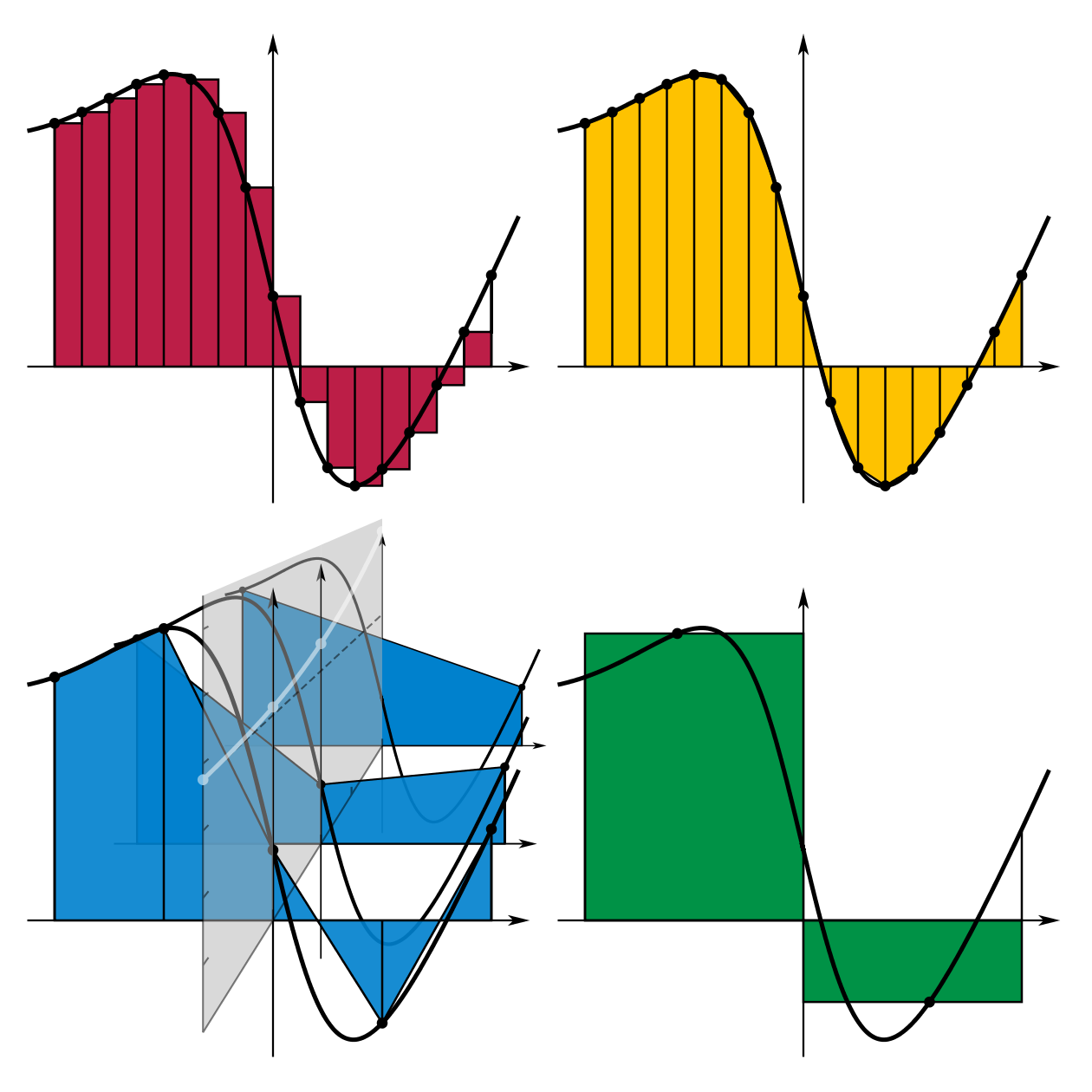
Metodele de integrare numerică: ■ a dreptunghiului, ■ a trapezului, ■ Romberg, ■ Gauss

Utilizând extremitatea stângă a fiecărei componente, metoda dreptunghiului însumează 16 valori ale funcției și le înmulțește cu lățimea pasului, h, aici 0,25, pentru a obține valoarea aproximativă 3,94325 pentru integrală. Precizia nu este impresionantă, dar în analiza matematică se folosesc componente de lățime infinitezimală, deci inițial aceasta a părut a fi o problemă mică. Într-adevăr, dublarea repetată a numărului de pași conduce în cele din urmă la o aproximare de 3,76001. Pentru aceasta este însă nevoie de 218 componente, cu un cost computațional mare pentru această precizie redusă; urmărirea unei precizii mai mari poate face pașii atât de mici încât precizia să ajungă să fie limitată de precizia reprezentării în virgulă mobilă.
O abordare mai bună este înlocuirea aproximării funcției cu linii orizontale (de pe partea de sus a dreptunghiului) cu aproximația cu drepte înclinate care unesc valorile funcției la cele două capete ale intervalelor. Funcția de integrat este astfel aproximată pe fiecare interval cu o funcție polinomială de gradul 1, în metoda dreptunghiului ea fiind aproximată cu o funcție polinomială de gradul 0 (o constantă). Integrala prin metoda trapezului este aproape la fel de ușor de calculat ca și prin cea a dreptunghiului; se însumează toate cele 17 valori de la capete, prima și ultima valoare fiind împărțite la doi, și înmulțește totul cu lățimea pasului. Aproximarea integralei este imediat îmbunătățită la 3,76925, evident mai precis. Mai mult, pentru a obține valoarea 3,76000 sunt necesare 210 componente, necesitând substanțial mai puțin efort computațional decât metoda dreptunghiului.
Metoda lui Romberg elaborează cu succes metoda dreptunghiului. Întâi, lungimile pașilor sunt reduse incremental, dând trapeze de aproximare notate cu T(h0), T(h1), și așa mai departe, unde hk+1 este jumătate din hk. Pentru fiecare nou pas, trebuie să fie calculate jumătate din noile valori ale funcției folosite în calcul; celelalte sunt aceleași ca la pasul anterior (după cum se vede în tabelul de mai sus). Dar ideea cu adevărat puternică este interpolarea unui polinom prin aproximare, și extrapolarea la T(0). Cu această metodă, o soluție cu eroare mică necesită doar patru componente (cinci valori ale funcției). Polinomul Lagrange de interpolare {hk,T(hk)}k=0…2 = {(4.00;6,128), (2,00;4,352), (1,00;3.908)} este 3,76+0,148h2, dând valoarea extrapolată 3,76 în h = 0.
Cvadratura gaussiană necesită adesea un efort de calcul considerabil mai mic pentru o precizie superioară. În acest exemplu, se pot calcula valorile funcției în doar două puncte x, ±2⁄√3, apoi se dublează fiecare valoare și se însumează pentru a obține răspunsul numeric exact. Explicația pentru acest succes constă în analiza erorilor și în puțin noroc. O metodă gaussiană în n puncte este exactă pentru polinoame de grad până la 2n−1. Funcția din acest exemplu este un polinom de gradul 3, plus un termen care se anulează deoarece capetele alese sunt simetrice în jurul lui zero.
Deplasând intervalul de integrare spre stânga puțin, încât să fie de la −2,25 la 1,75, simetria dispare. Totuși, metoda trapezului este destul de lentă, metoda cu interpolare polinomială a lui Romberg este acceptabilă, iar cea gaussiană necesită cel mai mic volum de calcule dacă numărul de puncte este cunoscut în avans. De asemenea, interpolarea rațională poate folosi aceleași evaluări ca și metoda Romberg pentru a obține efecte mai bune.
| Metoda      | Trapezului                                                                           | Romberg                                                                              | Rațională                                                                            | Gauss                                                                                |
| Puncte      | 1048577                                                                              | 257                                                                                  | 129                                                                                  | 36                                                                                   |
| Eroare rel. | −5.3×10−13                                                                           | −6.3×10−15                                                                           | 8.8×10−15                                                                            | 3.1×10−15                                                                            |
| Valoare     | {\displaystyle \textstyle \int _{-2.25}^{1.75}f(x)\,dx=4.1639019006585897075\ldots } | {\displaystyle \textstyle \int _{-2.25}^{1.75}f(x)\,dx=4.1639019006585897075\ldots } | {\displaystyle \textstyle \int _{-2.25}^{1.75}f(x)\,dx=4.1639019006585897075\ldots } | {\displaystyle \textstyle \int _{-2.25}^{1.75}f(x)\,dx=4.1639019006585897075\ldots } |
În practică, fiecare metodă trebuie să efectueze evaluări suplimentare pentru a calcula eroarea; aceasta tinde să elimine o parte din avantajele metodei gaussiene pure, și motivează folosirea metodei hibride Gauss–Kronrod. Simetria poate să fie exploatată și în această metodă împărțind această integrală în două intervale, de la −2,25 la −1,75 (fără simetrie), și de la −1,75 la 1,75 (simetric). În general, cvadratura adaptivă împarte un interval pe baza proprietăților funcției, astfel încât punctele de eșantionare sunt concentrate acolo unde este nevoie de ele.
Pentru integrale de dimensiuni superioare (duble sau triple), există algoritmi alternativi, cum ar fi integrarea Monte Carlo.